# Sergio González Martínez
Sergio González Martínez (Cartagena, 14 de mayo de 1997) es un futbolista español que juega como defensa en el Burgos C. F. de la Segunda División de España.

## Trayectoria
Nacido en Cartagena, se formó en el Cádiz C. F., con el que llegaría a debutar en su filial de Tercera División en la temporada 2014-15, comenzando en una derrota fuera de casa por 2-3 contra el C. D. Mairena.
El 15 de mayo de 2016 hizo su debut con el primer equipo del Cádiz C. F., en una victoria a domicilio por 1-0 contra el Real Jaén en la Segunda División B. 
El 11 de enero de 2018 hizo su debut en la Copa del Rey en una derrota por 1-2 ante el Sevilla F. C.
En el primer partido de la temporada 2020-21 hizo su debut en Primera División, siendo titular ante el C. A. Osasuna en el Estadio Carranza. Sin embargo, se quedó sin dorsal y se negó a salir cedido, motivo por el que estuvo sin jugar durante la primera parte de la competición.
En el mercado de enero de la temporada 2020-21 llegó cedido al C. D. Tenerife de la Segunda División, en el que disputó un total de 15 partidos y anotó un gol ante el C. E. Sabadell. El 21 de julio de 2021 firmó en propiedad por el equipo tinerfeño por tres temporadas y el Cádiz C. F. se guardaba la opción de recibir un 50 por ciento de un futuro traspaso.
El 27 de julio de 2025, tras haber finalizado su etapa en el C. D. Tenerife, fichó por el Burgos C. F. por dos años.

## Estadísticas
Actualizado al último partido disputado el 1 de junio de 2025.
| Club                     | Div.          | Temporada     | Liga  | Liga  | Copas nacionales | Copas nacionales | Copas internacionales | Copas internacionales | Total | Total |
| Club                     | Div.          | Temporada     | Part. | Goles | Part.            | Goles            | Part.                 | Goles                 | Part. | Goles |
| ------------------------ | ------------- | ------------- | ----- | ----- | ---------------- | ---------------- | --------------------- | --------------------- | ----- | ----- |
| Cádiz C. F. "B" · España | 3.ª           | 2014-15       | 1     | 0     | —                | —                | —                     | —                     | 1     | 0     |
| Cádiz C. F. "B" · España | Reg.          | 2016-17       | 36    | 1     | —                | —                | —                     | —                     | 36    | 1     |
| Cádiz C. F. "B" · España | 3.ª           | 2017-18       | 39    | 2     | —                | —                | —                     | —                     | 39    | 2     |
| Cádiz C. F. "B" · España | 3.ª           | 2018-19       | 36    | 4     | —                | —                | —                     | —                     | 36    | 4     |
| Cádiz C. F. "B" · España | 2.ª B         | 2019-20       | 15    | 3     | —                | —                | —                     | —                     | 15    | 3     |
| Cádiz C. F. "B" · España | Total club    | Total club    | 127   | 10    | 0                | 0                | 0                     | 0                     | 127   | 10    |
| Cádiz C. F. · España     | 2.ª B         | 2015-16       | 1     | 0     | —                | —                | —                     | —                     | 1     | 0     |
| Cádiz C. F. · España     | 2.ª           | 2017-18       | 0     | 0     | 1                | 0                | —                     | —                     | 1     | 0     |
| Cádiz C. F. · España     | 2.ª           | 2018-19       | 2     | 0     | 1                | 0                | —                     | —                     | 3     | 0     |
| Cádiz C. F. · España     | 2.ª           | 2019-20       | 17    | 0     | 1                | 0                | —                     | —                     | 18    | 0     |
| Cádiz C. F. · España     | 1.ª           | 2020-21       | 1     | 0     | 0                | 0                | —                     | —                     | 1     | 0     |
| Cádiz C. F. · España     | Total club    | Total club    | 21    | 0     | 3                | 0                | 0                     | 0                     | 24    | 0     |
| C. D. Tenerife · España  | 2.ª           | 2020-21       | 15    | 1     | —                | —                | —                     | —                     | 15    | 1     |
| C. D. Tenerife · España  | 2.ª           | 2021-22       | 33    | 0     | 2                | 1                | —                     | —                     | 35    | 1     |
| C. D. Tenerife · España  | 2.ª           | 2022-23       | 27    | 0     | 2                | 0                | —                     | —                     | 29    | 0     |
| C. D. Tenerife · España  | 2.ª           | 2023-24       | 39    | 2     | 4                | 1                | —                     | —                     | 43    | 3     |
| C. D. Tenerife · España  | 2.ª           | 2024-25       | 37    | 1     | 2                | 2                | —                     | —                     | 39    | 3     |
| C. D. Tenerife · España  | Total club    | Total club    | 151   | 4     | 10               | 4                | 0                     | 0                     | 161   | 8     |
| Burgos C. F. · España    | 1.ª           | 2025-26       | 0     | 0     | 0                | 0                | ―                     | ―                     | 0     | 0     |
| Burgos C. F. · España    | Total club    | Total club    | 0     | 0     | 0                | 0                | 0                     | 0                     | 0     | 0     |
| Total carrera            | Total carrera | Total carrera | 284   | 13    | 13               | 4                | 0                     | 0                     | 297   | 17    |
| 1.                       |               |               |       |       |                  |                  |                       |                       |       |       |

Fuentes: BDFutbol y LaPreferente.

## Palmarés

### Campeonatos nacionales
| Título                   | Club            | País   | Año     |
| ------------------------ | --------------- | ------ | ------- |
| Tercera División Grupo X | Cádiz C. F. "B" | España | 2017-18 |